# 아랍 스트리트 (태국)

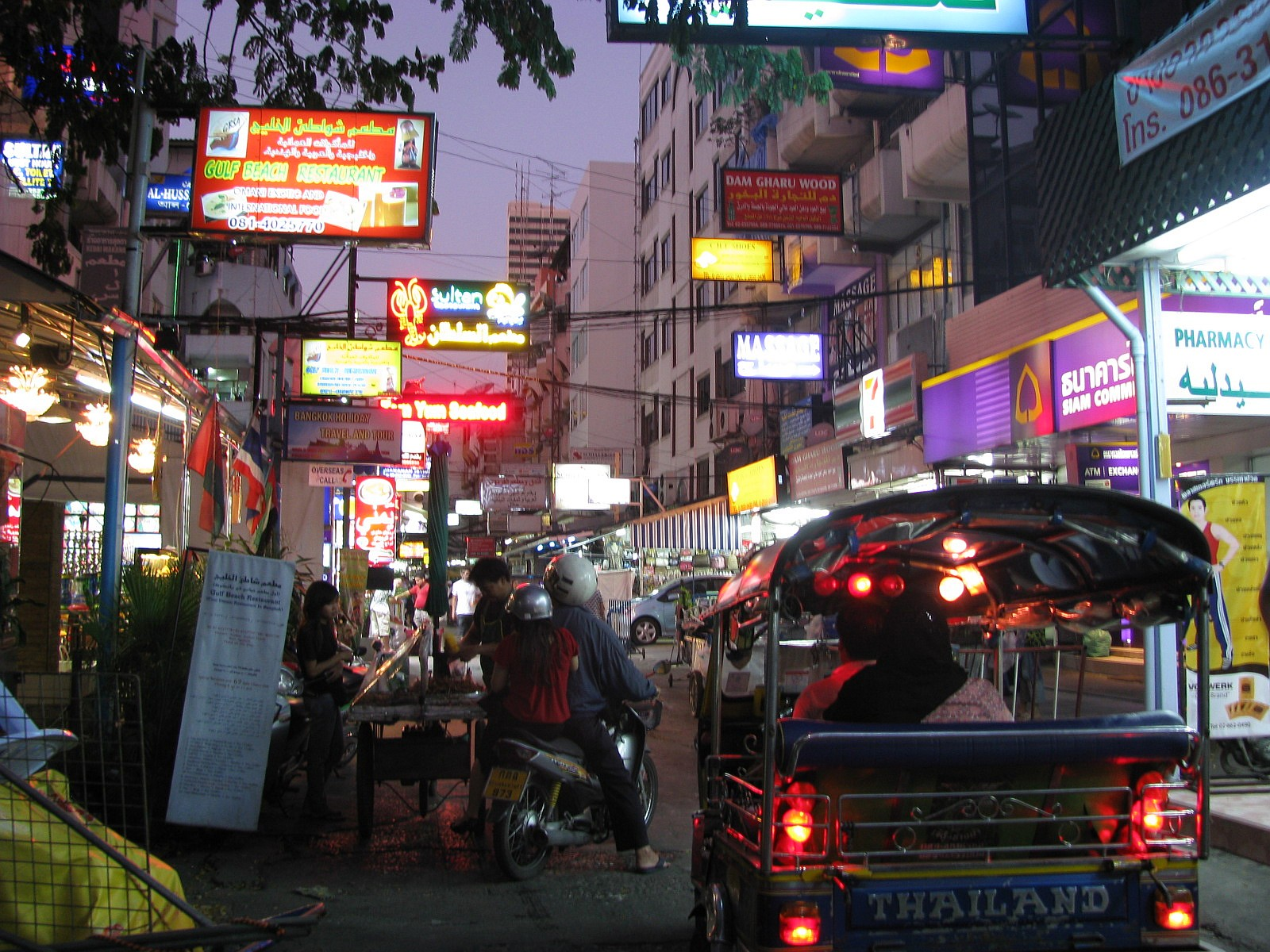
아랍 스트리트

아랍 스트리트(Soi Arab)는 태국 방콕에 있는 거리로, 아랍 요리 레스토랑 등이 많다.